# Frontera entre el Kirguizstan i el Tadjikistan
La frontera entre el Tadjikistan i el Kirguizstan és la frontera de 984 kilòmetres en sentit est-oest que separa el sud del Kirguizstan (províncies de Batkén i Oix) del nord del Tadjikistan (província de Sughd, districte de Subordinació Republicana i Gorno-Badakhxan). Fou establerta com a frontera internacional amb la dissolució de la Unió Soviètica el 1991. El seu traçat és força irregular i inclou el doble enclavament kirguís de Vorukh a territori tadjik i oficialment encara no està definida sobretot pel que fa a la delimitació de la vall de Ferganà. Segons les autoritats kirguises, el 2015 es van produir 10 incidents a la frontera i el 2016 se'n van produir 11.

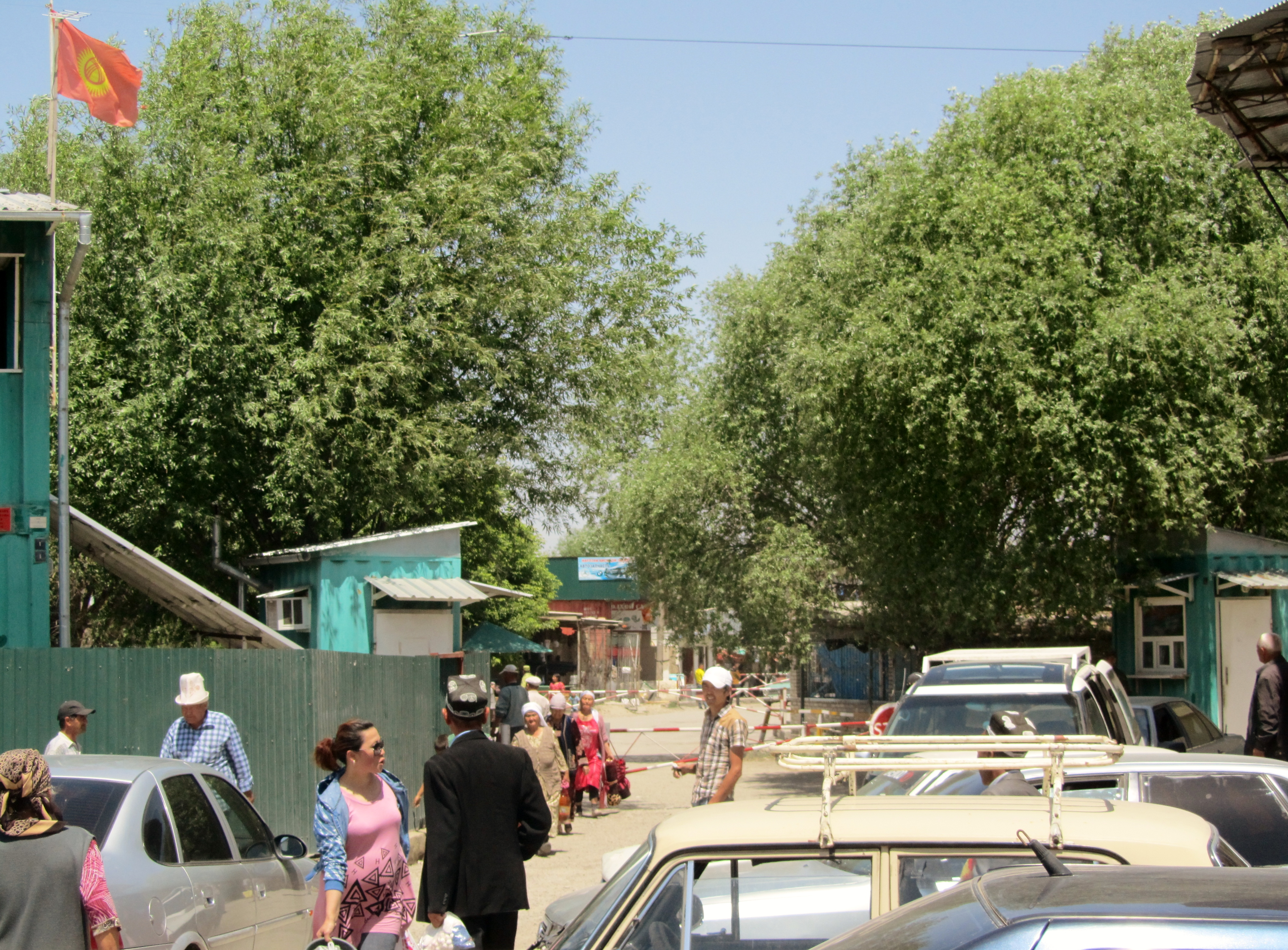
Pas fronterer entre ambdós estats

## Traçat
Comença al trifini entre el Kirguizstan, el Tadjikistan i l'Uzbekistan, segueix a l'extrem oriental fins a la província de Sughd, la més septentrional del país, formant un sortint. Des d'aquest punt segueix gairebé al llarg del paral·lel 40° nord cap a l'oest per uns 200 kns fins a la ciutat de Khunjanj (Tadjikistan). D'ací va cap al sud uns 50 kilòmetres i després gira cap a l'est, seguint sinuosament fins al trifini amb la Xina, a la regió autònoma del Xinjiang.

## Incidents fronterers

### 2020
El 8 de maig, el 24 de maig, el 27 de maig hi va haver incidents destacables. El 27 de maig un ciutadà kirguís va disparar contra una ciutadana tadjika, que va resultar greument ferida.